# Cobre (color)
El cobrizo, acobrado o cobre es un color pardo rojizo medio, no saturado, que posee una tonalidad rojo naranja y que se asemeja al color del cobre metálico.
Es similar al color bermejo, aunque este último está más relacionado con el cabello pelirrojo.

## Otras muestras
| Nombre | Muestra | Cod. Hex. | RGB | RGB | RGB | HSV | HSV | HSV |
| ------ | ------- | --------- | --- | --- | --- | --- | --- | --- |
| Cobre  |         | #B87333   | 184 | 115 | 51  | 29° | 72% | 72% |
| Cobre  |         | #D07131   | 208 | 113 | 49  | 24° | 76% | 82% |

## Galería

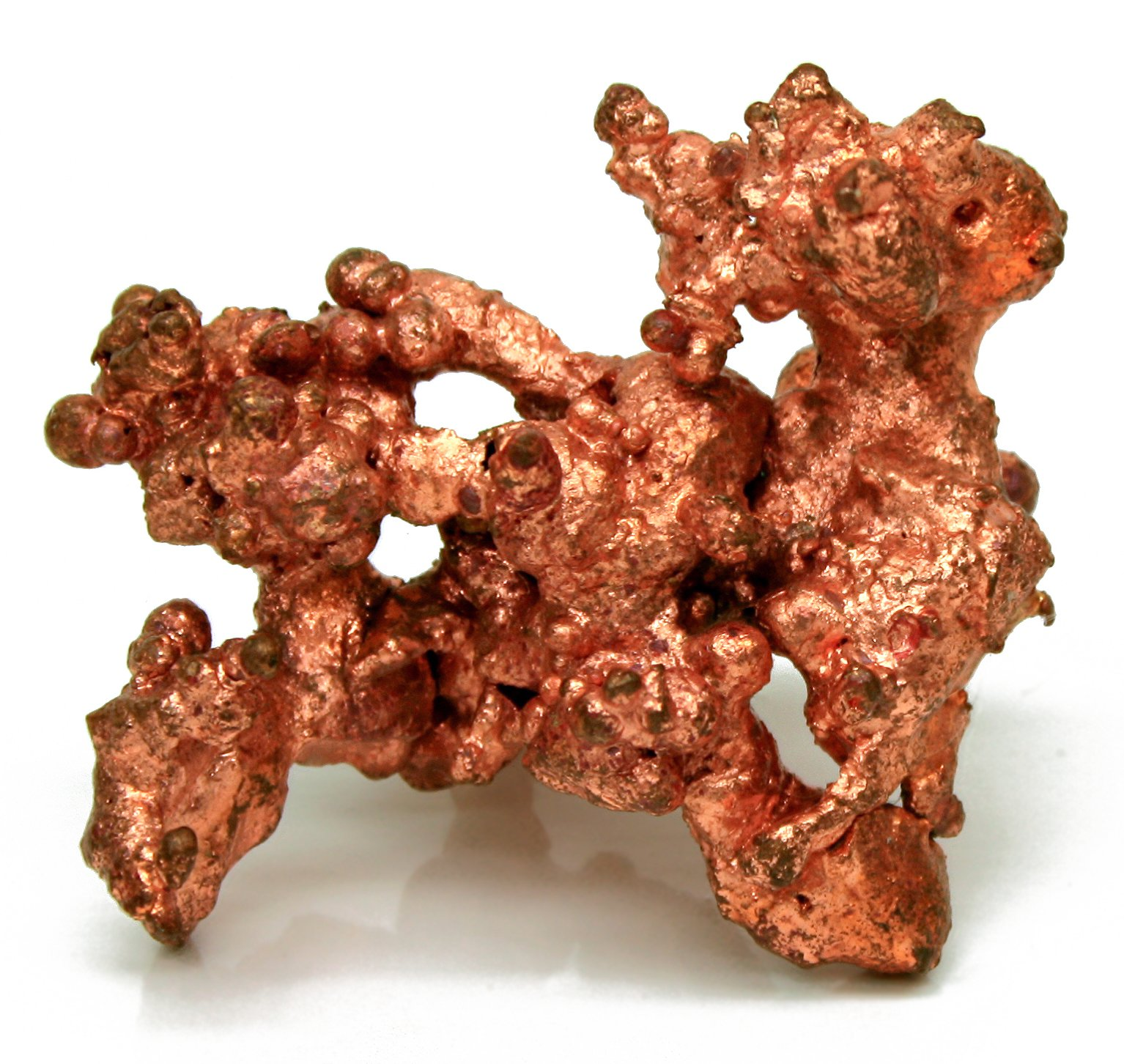
Color cobre del cobre.
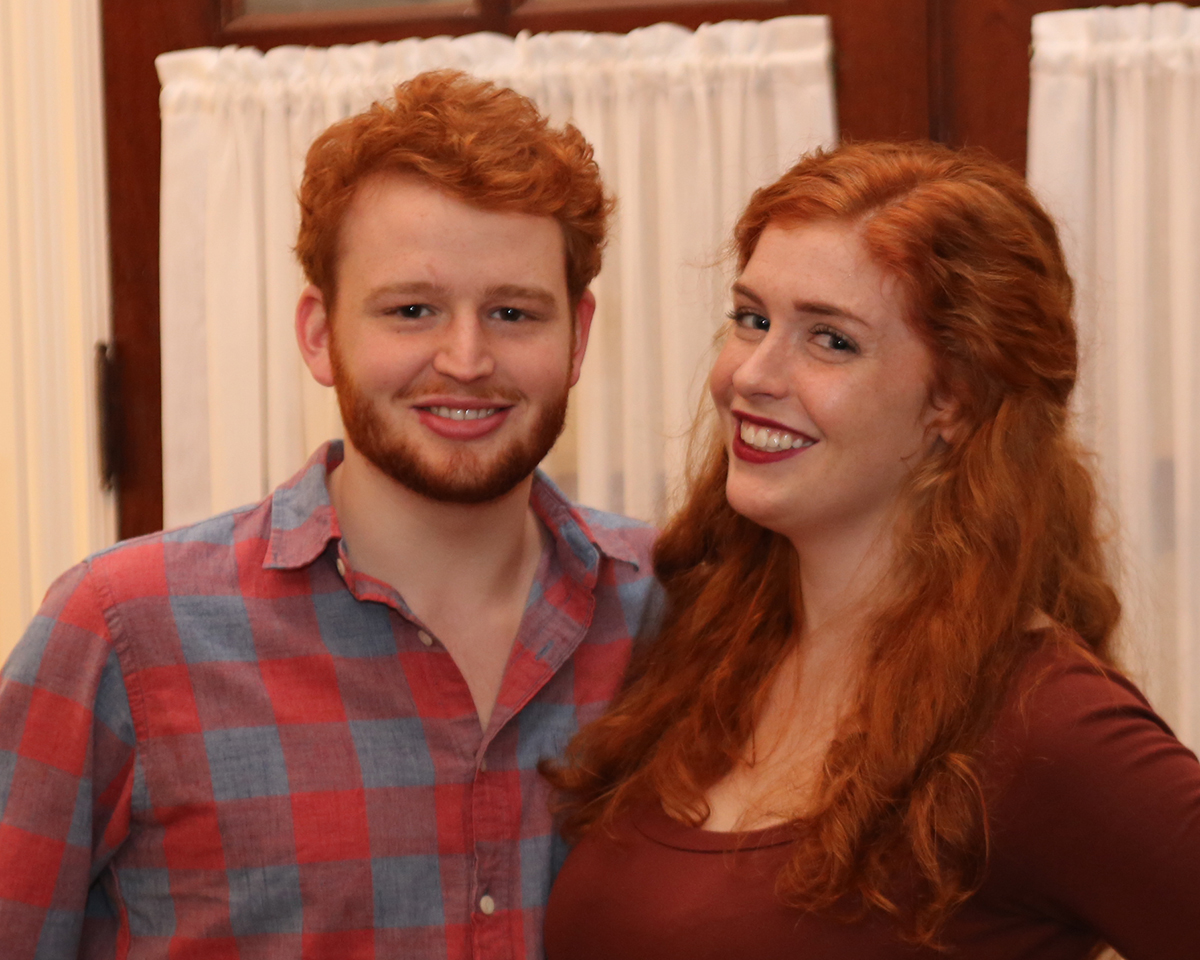
Cabello color bermejo en mellizos pelirrojos.
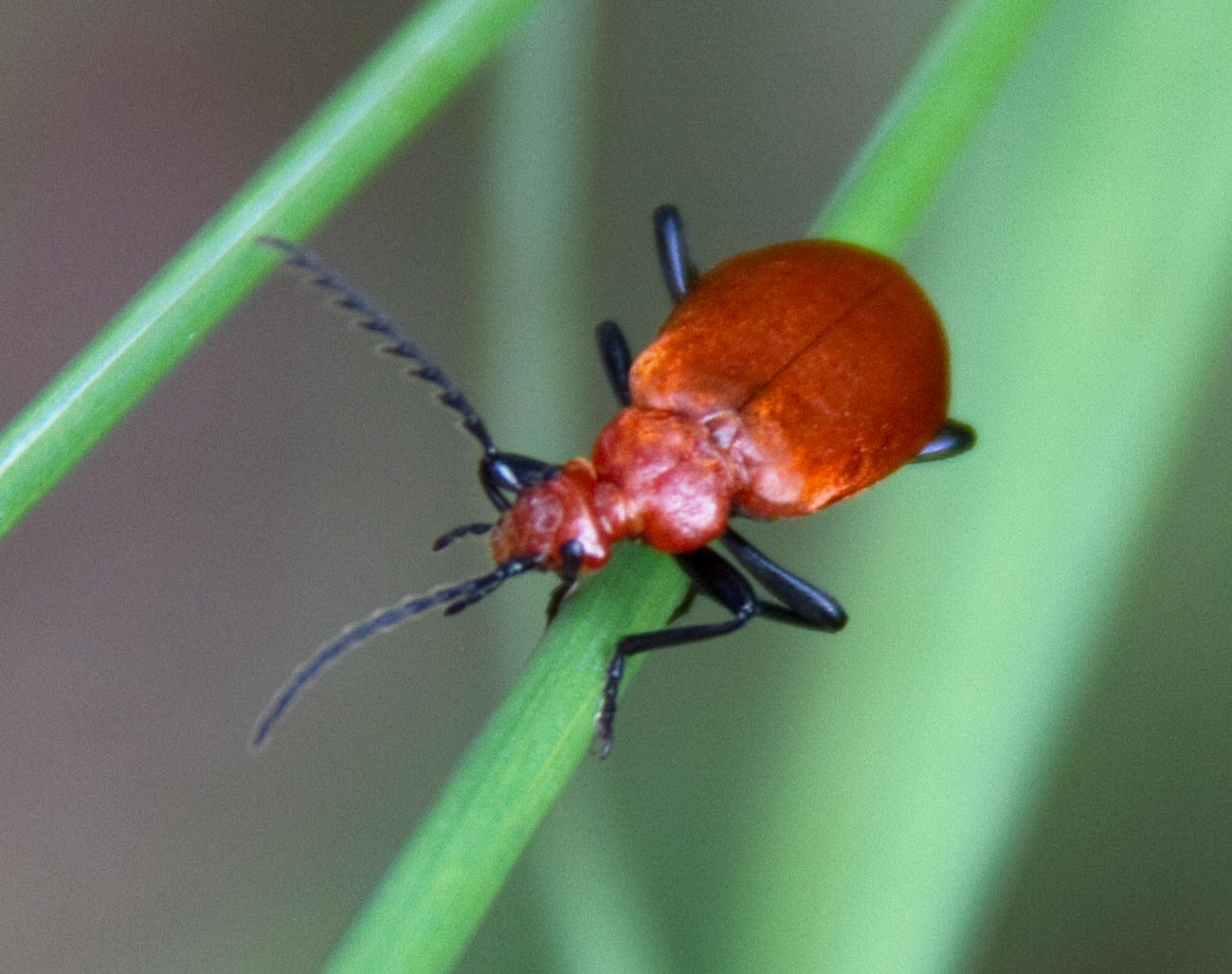
Escarabajo color cobre.
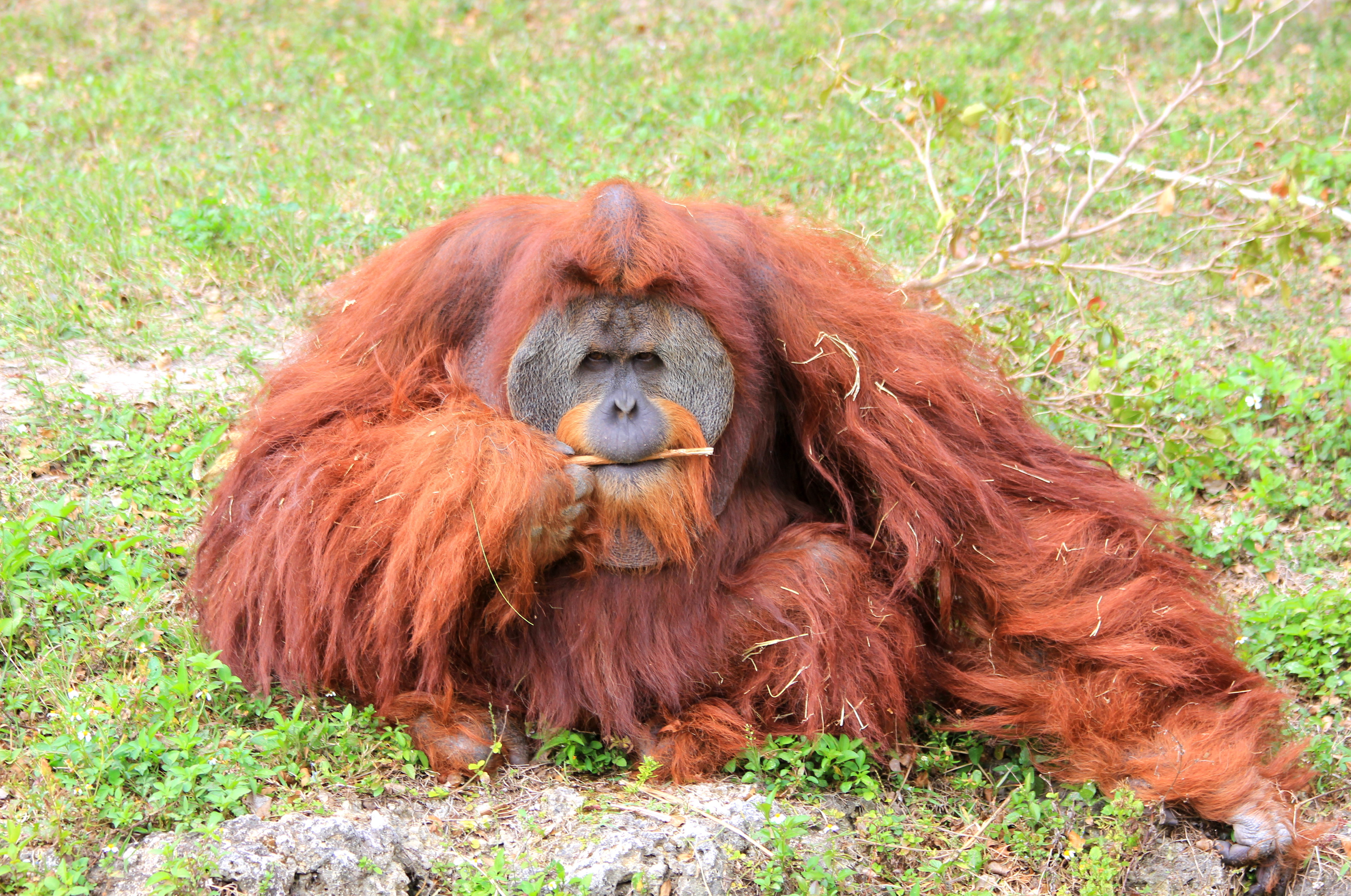
Orangután macho.
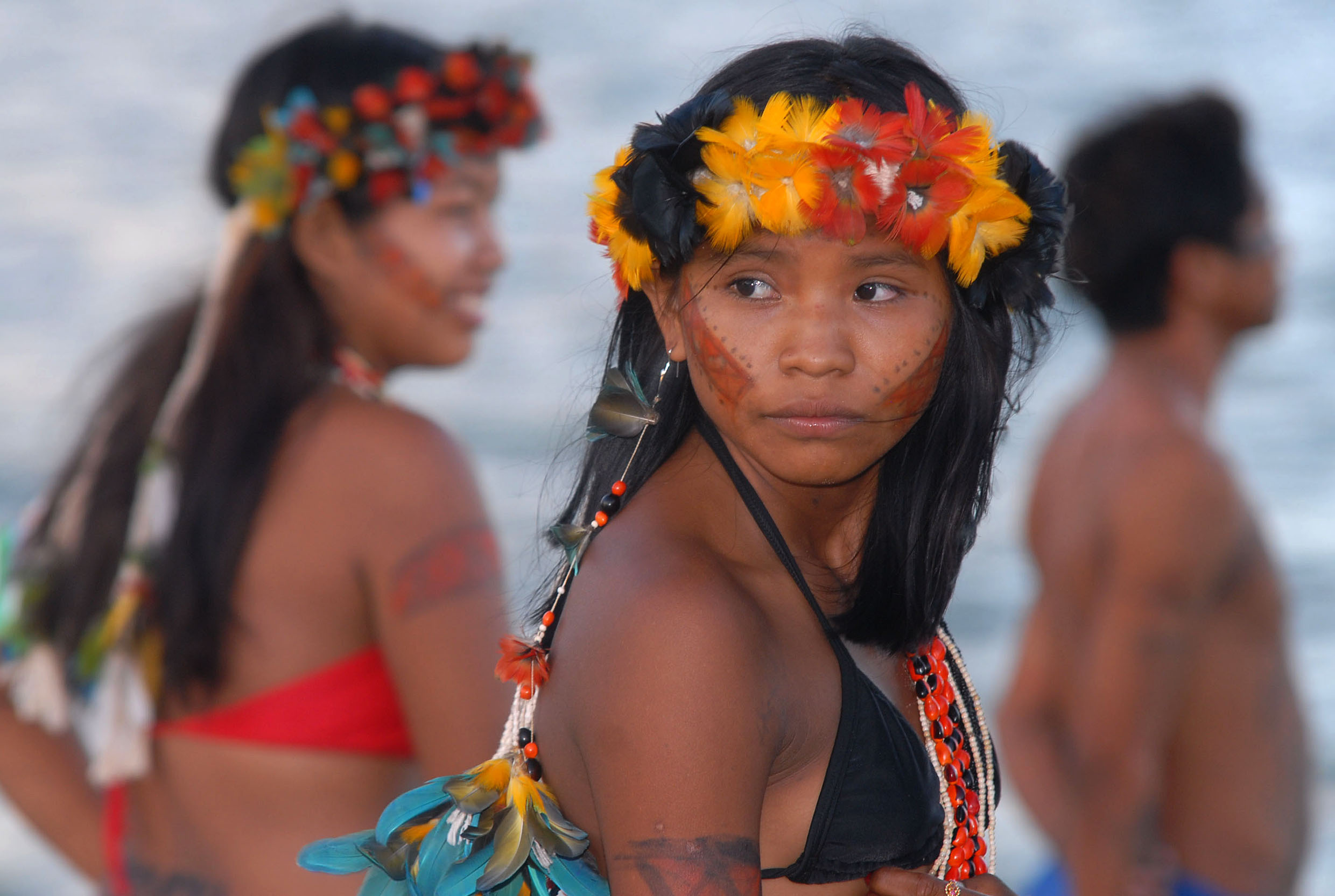
Los indígenas americanos fueron llamados cobrizos en alusión al color de piel.
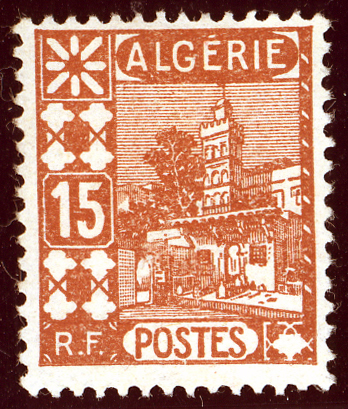
Estampilla de 1926 de la Argelia francesa.